# Trichorhina isthmica
Trichorhina isthmica là một loài chân đều trong họ Platyarthridae. Loài này được Van Name miêu tả khoa học năm 1926.